# Куст-Лындовская
Куст-Лындовская — деревня в Холмогорском районе Архангельской области.

## География
Находится в центральной части Архангельской области на расстоянии приблизительно 21 км на запад-северо-запад по прямой от районного центра села Холмогоры на левом берегу речки Лындова.

## История
В 1859 году здесь (тогда деревня Архангельского уезда Архангельской губернии) было учтено 4 двора. До 2022 года входила в Койдокурское сельское поселение до его упразднения.

## Население
Численность населения: 32 человек (1859 год), 4 (русские 75 %) в 2002 году, 3 в 2010.